# Manuel Aguirre de Tejada
Manuel Aguirre de Tejada O'Neal y Eulate (Ferrol, 28 de desembre de 1827 – Madrid, 9 d'abril de 1911) va ser un advocat i polític espanyol, ministre d'Ultramar durant el regnat de Alfonso XII, i ministre de Gracia i Justícia durant la regència de Maria Cristina d'Habsburg-Lorena.

## Biografia
Llicenciat en Dret per la Universitat de Madrid viatja a Cuba en 1854 on romandrà fins que, en les eleccions de 1857, és elegit diputat per La Corunya representant a la Unió Liberal. Aquest mateix escó tornaria a aconseguir-ho en les eleccions de 1858, 1863 i 1865. La seva carrera com a parlamentari es completa quan en 1876 és escollit senador per La Corunya, passant a l'any següent a ser nomenat senador vitalici i senador per Dret Propi en 1903.
Després de la Revolució de 1868 passa a militar en el Partit Conservador i serà un dels membres de la comissió que redactarà el projecte de Constitució espanyola de 1876.
Va ser ministre d'Ultramar entre el 18 de gener de 1884 i el 27 de novembre de 1885, i ministre de Gracia i Justícia entre el 14 de desembre de 1895 i el 4 d'octubre de 1897 a sengles governs Cánovas. Estant al capdavant del ministeri de Gracia i Justícia, va viure l'assassinat de Cánovas, sota la presidència d'Azcárraga va ser l'encarregat de substanciar el procés judicial derivat del magnicidi.
Nomenat comte de Tejada de Valdeosera en 1875, també fou president del Tribunal del Contenciós Administratiu (1890), governador del Banc d'Espanya (1895) i ambaixador extraordinari i plenipotenciari davant la Santa Seu. El 1892 ingressà a la Reial Acadèmia de Ciències Morals i Polítiques.